# Campanula sivasica
Campanula sivasica là loài thực vật có hoa trong họ Hoa chuông. Loài này được Kit Tan & B.Yildiz mô tả khoa học đầu tiên năm 1988 publ. 1989.